# 히가시미즈히키촌
히가시미즈히키촌(東水引村)은 일본 가고시마현 사쓰마군에 설치되었던 촌이다. 현재의 사쓰마센다이시의 일부에 해당한다.